# Ситно
Ситно (хорв. Sitno) — населений пункт у Хорватії, в Сплітсько-Далматинській жупанії у складі громади Пргомет.

## Населення
Населення за даними перепису 2011 року становило 144 осіб.
Динаміка чисельності населення поселення: